# Maximumprinzip (Mathematik)

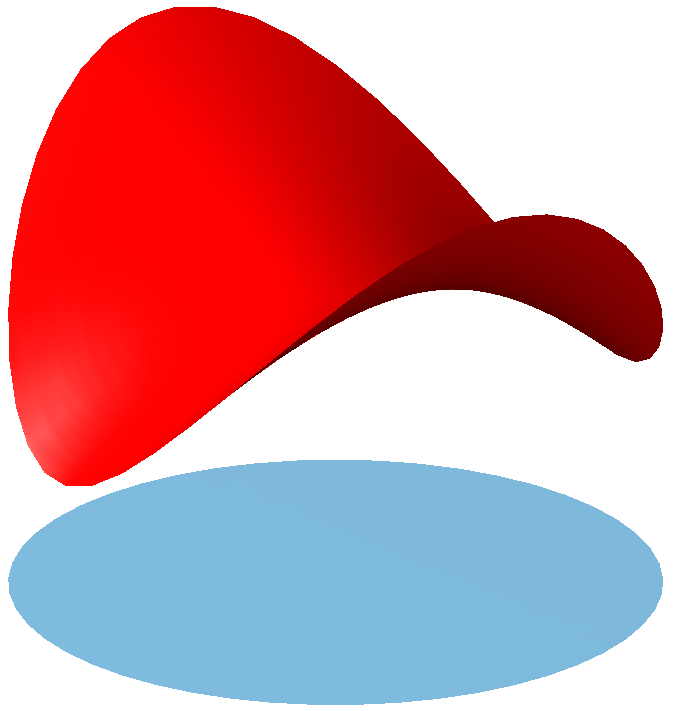
Illustration des Maximumprinzips: Sowohl die Maxima als auch die Minima dieser Funktion (rot) liegen auf dem Rand des Definitionsbereichs (blau).

Das Maximumprinzip ist in der Mathematik eine Eigenschaft, die von Lösungen gewisser partieller Differentialgleichungen erfüllt wird. Gilt für eine Funktion das Maximumprinzip, so lassen sich selbst bei Unkenntnis dieser Funktion weitreichende Aussagen über deren Verhalten treffen. Grob gesprochen genügt eine Funktion genau dann dem Maximumprinzip, wenn sie ihr (globales) Maximum auf dem Rand ihres Definitionsbereiches annimmt. 
Das starke Maximumprinzip sagt aus, dass eine Funktion, die ihr Maximum im Innern ihres Definitionsbereiches annimmt, konstant sein muss. Das schwache Maximumprinzip sagt aus, dass das Maximum zwar auf dem Rand angenommen wird, aber weitere Maximumsstellen im Innern des Definitionsbereiches existieren können. Darüber hinaus existieren weitere, noch schwächere Maximumprinzipien. In aller Regel gelten zum Maximumprinzip analoge Aussagen auch für das Minimum einer Funktion, diese werden dann als Minimumprinzip bezeichnet.
Das Maximumprinzip kann nicht nur für reellwertige Funktionen, sondern auch für komplexwertige oder vektorwertige Funktionen definiert werden. In diesen Fällen betrachtet man das Maximum für den Betrag oder die Norm der Funktionswerte. Bekanntestes Beispiel hierfür ist die Klasse der holomorphen Funktionen.

## Geschichte
Das erste Maximumprinzip wurde von Bernhard Riemann in seiner Dissertation für die Klasse der harmonischen Funktionen aufgestellt. Eberhard Hopf dehnte dieses dann auf die Lösungen von elliptischen Differentialgleichungen zweiter Ordnung aus. Für harmonische Funktionen kann man das Maximumprinzip recht schnell aus der Mittelwerteigenschaft dieser Funktionen ableiten. Dieser Gedanke wurde von Heinz Bauer zu einem allgemeinen Maximumprinzip für konvexe Kegel von nach oben halbstetigen Funktionen auf kompakten Räumen ausgebaut. Aus diesem abstrakten Maximumprinzip folgt unter anderem, dass nach oben halbstetige, konvexe Funktionen auf kompakten, konvexen Mengen ihr Maximum auf den Extremalpunkten der konvexen Menge annehmen. 

## Physikalische Motivation

Lösung einer zweidimensionalen Wärmeleitungsgleichung

Sei {\displaystyle u} eine Funktion, die die Temperatur eines Festkörpers in Abhängigkeit vom Ort und der Zeit angibt, also {\displaystyle u=u(x_{1},x_{2},x_{3},t)}. {\displaystyle u} ist zeitabhängig, weil sich die thermische Energie mit der Zeit über das Material ausbreitet. Die physikalische Selbstverständlichkeit, dass Wärme nicht aus dem Nichts entsteht, schlägt sich mathematisch im Maximumprinzip nieder: Der Maximalwert über Zeit und Raum der Temperatur wird entweder am Anfang des betrachteten Zeitintervalls (siehe auch: Anfangswertproblem) oder am Rand des betrachteten Raumbereichs (siehe auch: Randwertproblem) angenommen.

## Anwendungen
Bei den partiellen Differentialgleichungen ist das Maximumprinzip vor allem im Hinblick auf Dirichlet-Randbedingungen von Interesse. Insbesondere folgen daraus die Eindeutigkeit und die Stabilität gegenüber kleinen Störungen der Lösungen dieses Problems. 
Darüber hinaus gilt das Maximumprinzip für:
- Lösungen parabolischer Differentialgleichungen 2. Ordnung (z. B. der Wärmeleitungsgleichung),
- nicht-lineare elliptische Systeme mit quadratischem Wachstum im Gradienten unter Annahme einer Kleinheitsbedingung.

## Maximumprinzip für elliptische PDGn 2. Ordnung
Sei {\displaystyle U\subset \mathbb {R} ^{n}} offen und beschränkt. Wir betrachten einen elliptischen Operator der Form
{\displaystyle Lu=-\sum \limits _{i,j=1}^{n}a_{ij}(x)u_{x_{i}}u_{x_{j}}+\sum \limits _{i=1}^{n}b_{i}(x)u_{x_{i}}+c(x)u,}
wobei die Koeffizienten {\displaystyle a_{ij},b_{i},c} stetig sind und der Operator gleichmäßig elliptisch ist.

### Schwaches Maximumprinzip elliptische PDGn 2. Ordnung
Sei {\displaystyle u\in C^{2}(U)\cap C({\bar {U}})}.
1. Fall: {\displaystyle c\equiv 0} in {\displaystyle U}.
(i) Falls {\displaystyle Lu\leq 0} in {\displaystyle U}, dann
{\displaystyle \max \limits _{\bar {U}}u=\max \limits _{\partial {U}}u.}
(ii) Falls {\displaystyle Lu\geq 0} in {\displaystyle U}, dann
{\displaystyle \min \limits _{\bar {U}}u=\min \limits _{\partial {U}}u.}
2. Fall: {\displaystyle c\geq 0} in {\displaystyle U}. 
(i) Falls {\displaystyle Lu\leq 0} in {\displaystyle U}, dann
{\displaystyle \max \limits _{\bar {U}}u\leq \max \limits _{\partial {U}}u^{+}.}
(ii) Falls {\displaystyle Lu\geq 0} in {\displaystyle U}, dann
{\displaystyle \min \limits _{\bar {U}}u\geq -\max \limits _{\partial {U}}u^{-}.}

## Funktionentheorie
Das Maximumprinzip für holomorphe Funktionen folgt aus dem Offenheitsprinzip der Funktionentheorie. Es lautet:
Es sei {\displaystyle f} holomorph im Gebiet {\displaystyle G}. Es gebe einen Punkt {\displaystyle c\in G}, so dass {\displaystyle |f|} in {\displaystyle c} ein lokales Maximum hat, d. h., es gebe eine Umgebung {\displaystyle U\subset G} von {\displaystyle c} mit {\displaystyle |f(c)|=\sup _{z\in U}|f(z)|}. Dann ist {\displaystyle f} konstant in {\displaystyle G}.
Die andere Variante des Satzes lautet:
Es sei {\displaystyle G} ein beschränktes Gebiet, und es sei {\displaystyle f} eine in {\displaystyle {\bar {G}}=G\cup \partial G} stetige und in {\displaystyle G} holomorphe Funktion. Dann nimmt die Funktion {\displaystyle |f|} ihr Maximum auf dem Rand von {\displaystyle G} an: {\displaystyle |f(z)|\leq \sup _{\zeta \in \partial G}|f(\zeta )|}  für alle {\displaystyle z\in {\bar {G}}}.
Die Anwendung des Satzes auf {\displaystyle 1/f} führt unmittelbar zum Minimumprinzip:
Es sei {\displaystyle f} holomorph in {\displaystyle G}. Es gebe einen Punkt {\displaystyle c\in G}, so dass {\displaystyle f} in {\displaystyle c} ein lokales Minimum hat, d. h., es gebe eine Umgebung {\displaystyle U\subset G} von {\displaystyle c} mit {\displaystyle |f(c)|=\inf _{z\in U}|f(z)|}. Dann gilt {\displaystyle f(c)=0} oder {\displaystyle f} ist konstant in {\displaystyle G}.